# 阜城县
阜城县是河北省衡水市下辖的一个县，位于河北省东南部，衡水市东北部，属黑龙港流域。縣人民政府駐阜城镇府前路。区域总面积695.26平方公里。

## 历史沿革
该地春秋时属晋，战国时属赵。秦属钜鹿郡。阜城县为西汉时所置，属渤海郡，治所在今阜城县东的古城镇。东汉初年，阜城县仅于公元25年至30年存在，之后便被被省并。
另据《水经注》引说“昌城本名阜城矣”，《舆地广记》等又称“汉昌城县，属信都国，后汉改为阜城，后徙焉”。可能中间还经过一些政区调整，曾有一段时间在安平郡境内置过阜城县，后又废除，改在渤海重新置阜城县。据《晋书·地理志》、《魏书·地形志》，西晋时阜城县属渤海郡。北魏时改隶武邑郡。
北齐天保七年（556年），阜城县城徙于现今县治，改属长乐郡。隋开皇三年（583年），改属冀州，开皇九年改属观州。唐贞观十七年（643年），阜城县属河北道冀州，天祐二年（905年）改为汉阜县，五代后唐复为阜城县。北宋时，阜城县属河北东路永静军，嘉祐八年（1063年），阜城县省入东光县为镇，熙宁十年（1077年）复置阜城县。金朝，阜城县属河北东路景州，元代仍属景州。明、清时属河间府。
1913年，阜城县属直隶省渤海道，1928年属河北省。1937年属河北省第八督察区。1940年改置阜东县，属冀南区。1948年属华北行政区冀南区五专区。1949年8月，复名为阜城县，划归河北省衡水专区。
1952年改属沧县专区。1958年并入交河县。1962年6月恢复阜城县建制，并还属衡水专区。1970年属衡水地区。

## 人口
根據第七次人口普查數據，截至2020年11月1日零時，阜城縣常住人口為293877人。

## 氣候
年降水量600毫米，年均温度12.5℃。

## 行政区划
阜城县下辖6个镇、4个乡：
阜城镇、古城镇、码头镇、霞口镇、崔家庙镇、漫河镇、建桥乡、蒋坊乡、大白乡和王集乡。

## 交通
- 339国道过境。

经过县境内的铁路有石衡沧港城际铁路（停靠阜城南站，建设中，预计2025年全线竣工）、邯黄铁路（货运，停靠阜城站、古城站）等。

## 名胜古迹
文庙又称“孔子庙”，阜城文庙兴建于明朝洪武年间，2008年底，阜城县文庙大成殿定为省级文物保护单位。
京杭大运河流经阜城县，其中重点河段在霞口镇及码头镇，阜城县霞口扬水站、码头运河遗址是大运河衡水段的重要文物遗存的一部分。